# الساحة المظلمة
الساحة المظلمة هي أول رواية يكتبها ماريو بوزو صدرت عام 1955
يحكى الكتاب عن والتر موسكا، المحارب الأمريكي القديم الذي شارك في الحرب العالمية الثانية, وعاد إلى ألمانيا من أجل حبيبته هيللا. تستعرض الرواية ملامح حياة ما بعد الحرب في ألمانيا, حيث لم يعد المارك الألمانى أو حتى الدولار الأمريكي هو العملة المتداولة بل السجائر الأمريكية الصنع.
الرواية لم تنجح كما نجحت أعماله اللاحقة. لم يشد النقاد بهذه الرواية كثيراً ولكنهم اعترفوا بأن بوزو يمتلك موهبة قوية